# Emma Nicholson
Emma Harriet Nicholson (Oxford, 16 de octubre de 1941) es una política británica. 
Hija de Katharine Lindsay y Godfrey Nicholson.
Le diagnosticaron sordera a los 16 años.
Fue elegida parlamentaria por Torridge y Devon en 1987, antes de pasar a los Liberal Demócratas en 1995. También fue miembro de Liberal Demócratas del Parlamento Europeo por el Sudeste de Inglaterra desde 1999 al 2009.
Tiene el título de Baronesa Nicholson de Winterbourne, de Winterbourne en el condado de Berkshire en 1997.